# 黒咲練導
黒咲 練導（くろさき れんどう）は、日本の漫画家。

## 作風
- 女性の脚や物を食べる仕草などにこだわったフェティッシュな表現を得意とする。
- キャラクターの名前が明かされない作品が多い。
- 『放課後プレイ』や『レセプタクル』など、複数の作品に同一の人物を登場させ、共通の世界設定を作り上げている。

## 作品リスト

### 書籍
- 『放課後プレイ』アスキー・メディアワークス『電撃4コマ』連載[1]、全8巻
- 『C- 黒咲練導作品集』 2011年4月30日発売[2]、白泉社『楽園 Le Paradis』連載、ISBN 978-4-592-71031-8
- 『レセプタクル』2012年5月31日発売[3]、白泉社『楽園 Le Paradis』連載、ISBN 978-4-592-71042-4
- 『ユエラオ』2014年5月30日発売[4]、白泉社『楽園 Le Paradis』連載、ISBN 978-4-592-71069-1
- 『超熱帯夜orgy』2014年8月30日発売[5]、コアマガジン『コミックホットミルク』連載、〈メガストアコミックス420〉、ISBN 978-4864366731
- 『彼女の囀ずる声 黒咲練導作品集2』2015年12月25日発売[6][7]、白泉社『楽園 Le Paradis』連載、ISBN 978-4-592-71092-9
- 『彼女中』（2017年[8][9] - 、白泉社『楽園 Le Paradis』連載[10]、既刊2巻）
- 『レセプタクルafter』2018年8月31日発売[11][12]、白泉社、ISBN 978-4592711384
- 『歪 黒咲練導作品集3』2020年11月30日発売[13]、白泉社『楽園 Le Paradis』・集英社『週刊ヤングジャンプ増刊アオハル』掲載[14]、ISBN 978-4-592-71176-6
  - 「ヴァプール」「莢ずみ（がまずみ）の実）」「オトメアゼナ」「それゆけ楽園ちゃん（仮）」「秘密」「ヴァプール＋」「莢ずみの実＋」「オトメアゼナ＋」「reproduction」「やをい」収録[15]。
- 『制服date』（2019年 - 、白泉社『楽園 Le Paradis』連載中、既刊4巻）

### 単行本未収録作品
- 図書室のペット （『COMIC X-EROS』#01 2012年）
- 彼女の取捨選択 （『COMIC X-EROS』#03 #04 #05 2013年）
- 放課後プレイD （『質六合コミックス』）

## 活動
- 2019年7月15日、東京・うりぼうざっか秋葉原本店横のイベントスペースにて開催された『楽園 Le Paradis』オンリーショップにて、幾花にいろとともに登場し、参加者とジャンケン勝負を繰り広げた[16]。